# Steven Tronet
Steven Tronet (Calais, 14 de octubre de 1986) es un ciclista francés que fue profesional entre 2007 y 2018.

## Biografía
Steven Tronet debutó con el equipo amateur UVC Calais. En mayo de 2005 se unió al Vélo club de Roubaix. En 2007, este club creó el equipo profesional Roubaix Lille Métropole donde continuó Steven Tronet.
En 2007 fue décimo de los Cuatro Días de Dunkerque. Fue segundo en una etapa de la París-Corrèze superado solamente por Edvald Boasson Hagen.

## Palmarés
2008
- 1 etapa de la Ronde de l'Oise

2010
- Ronde de l'Oise

2012
- 1 etapa del Circuit de Lorraine

2014
- Gran Premio Villa de Lillers
- París-Troyes

2015
- 1 etapa del Circuito de las Ardenas
- 1 etapa de la Ronde de l'Oise
- 1 etapa de la Ruta del Sur
- Campeonato de Francia en Ruta  [2]